# Гімназія імені Пантелеймона Куліша
Борзнянська гімназія імені Пантелеймона Куліша — середній загальноосвітній навчальний заклад у місті Борзна. Розташована в історичному будинку, в якому з 1912 року діяло Вище початкове училище (1824—1912 — повітове училище). Гімназія готує випускників з поглибленим вивченням предметів математичного та гуманітарного напрямків.

## Відкриття гімназії
1912 року в Борзні відкрито чоловічу гімназію. Цей державний навчальний заклад було збудовано міською управою. Архітектором став Білозерський Петро Іванович. На момент відкриття набрано лише початкові класи. Але вже в 1914 році працюють 1-5 класи, у яких навчалося 190 учнів.
Першим директором гімназії став Лікоть Олександр Васильович. А вчителем малювання працював Андроник Лазарчук, який відомий Україні як талановитий художник. Його роботи неодноразово експонувалися в Києві.
У ті роки в гімназії мали змогу навчатися лише діти з заможних родин. Одиниці бідняків здобували освіту на кошти громадськості.
У 1919 р. у приміщенні гімназії відкрилася школа ІІ ступеня. У 1920 р. реорганізована в профтехшколу з соціально-економічним, педагогічним та механіко-будівельним відділами. У грудні 1921 р. профтехшкола реорганізована в Вищі педагогічні трьохрічні курси. 31 вересня 1924 року в будинку педкурсів почала працювати Борзнянська семирічна школа № 2. Її директорами були П. М. Блохін, В. Я. Дорошенко, А. Г. Шкарупа, П. Ф. Ругиця. У 1934 р. школу реорганізовано в середню. Їй присвоєно ім'я Т. Г. Шевченка.

## РокиДругої Світової війнита післявоєнний період
Роки німецької окупації внесли свої корективи в історію розвитку гімназії. Німці перетворили храм науки на казарму. Їхніми ж силами було пошкоджено будинок, знищено багату бібліотеку, навчальні кабінети, шкільні меблі.
Населенню міста все-таки вдалося зберегти дещо зі шкільного майна. Його ж силами після звільнення міста від фашистів вдалося реставрувати приміщення. Учні та вчителі об'єдналися в повоєнний час та за підтримки місцевого колгоспу спромоглися продовжити роботу навчального закладу. Тому вже 1943 року почала функціонувати Борзнянська середня загальноосвітня школа № 2. Директорами закладу були: П. Ф. Ругиця, І. С. Чмига, Г. Т. Усенко, К. М. Нечипоренко, В. П. Оліфір, М. Є. Волошин, Л. Я. Тисик, П. О. Литвиненко, О. І. Антоненко, А. С. Глотка, Т. В. Гринь. Того ж року керівництво відбудованого навчального закладу допомагає в підготовці до відкриття дитячого будинку. Це був притулок для дітей-сиріт, чиї батьки загинули на фронті.
З 1981 по 2000 рр. у гімназії навчаються початкові класи Борзнянської середньої школи. Швидкоплинною рікою промайнули роки. Але вона завжди була сповнена гомоном дітвори, бачила блиск юних очей, чула дріботіння ніг шкільними коридорами.

## Відродження гімназії

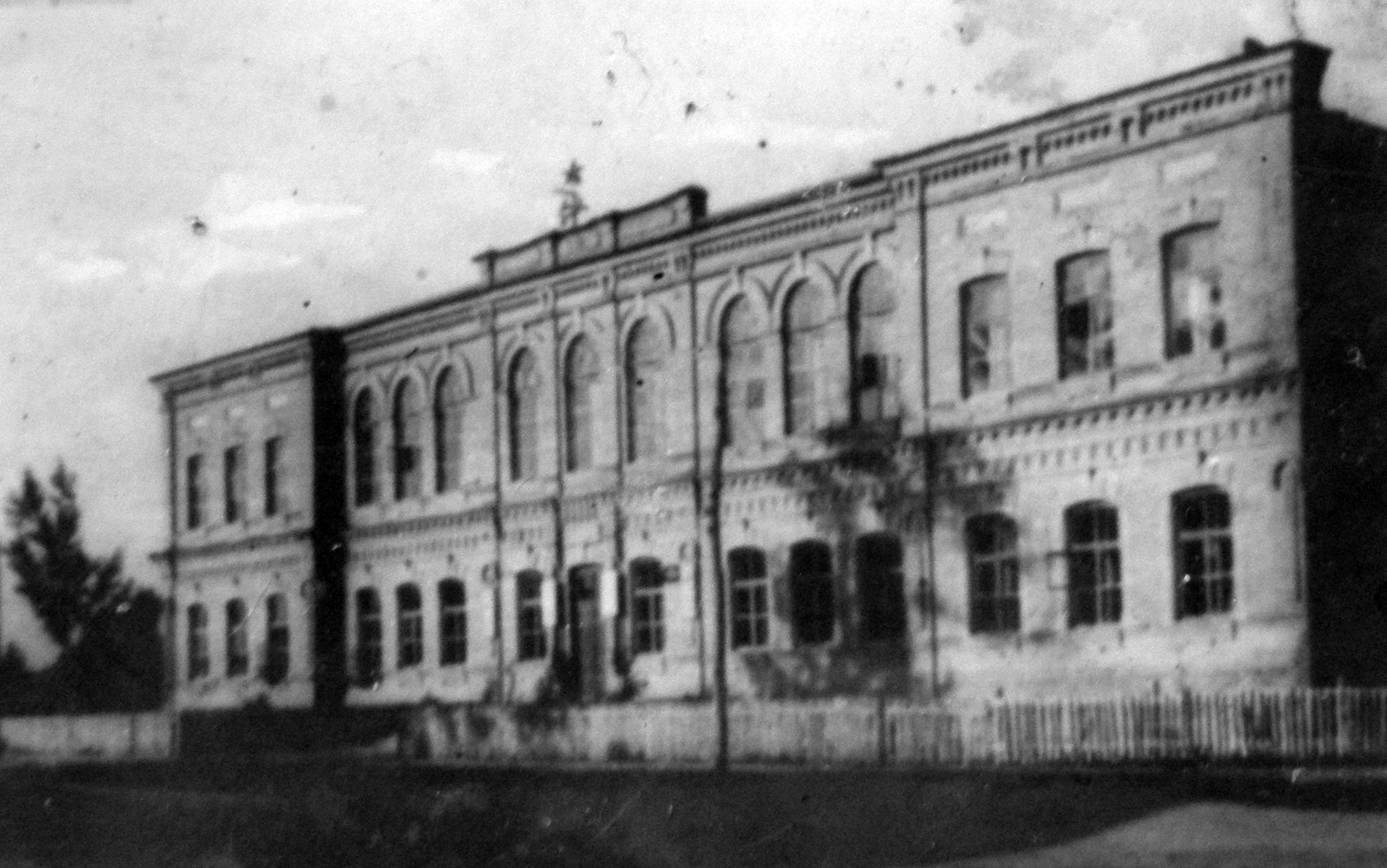
Будинок Борзнянської середньої школи
(нині — гімназія ім. П.Куліша) післявоєнне фото

Майже через століття гімназія імені Пантелеймона Куліша знову засяяла яскравою зіркою в сузір'ї гімназій, коледжів, ліцеїв. Свій статус поновила в 2000 році, як заклад для обдарованих дітей. Урочисте відкриття навчального закладу стало справжнім святом для всього міста. У ньому взяли участь: начальник управління освіти й науки Чернігівської обласної державної адміністрації В. М. Бикович, наші земляки — заступник голови Міжнародного благодійного фонду ім. П. Куліша Леся Омнівська, відомий народний лікар Н. Зубницька, народний художник України Петро Басань, письменник В. Яворівський. Директор гімназії Рябоштанова Анна Євгенівна радо вітала гостей.
Духовний наставник юних гімназистів — Пантелеймон Куліш, видатний письменник, історик, фольклорист, учений, перекладач. А дороговказом у житті кожного вихованця стали його слова «Нехай не гасне світ науки». Виконуючи заповіти духовного наставника, педагоги перетворили заклад на осередок культури, освіти, розуму, інтелігентності, намагаються створити Школу майбутнього у європейському розумінні цього слова. У 2009 р. закладу присвоєно ім'я Пантелеймона Куліша. Гімназія забезпечує науково-теоретичну, гуманітарну, загальнокультурну підготовку обдарованих та здібних дітей. Високий кадровий потенціал значні успіхи в навчально-виховній діяльності, творча атмосфера в колективі, сучасні освітні потреби спонукали педагогічний колектив до пошуку нової освітньої моделі, яка б мала стати лабораторією для розкриття особистості, де учень міг би самореалізуватися та самовизначитися.

## Учнівська республіка
У гімназії функціонує учнівська республіка як дитяча організація та різновид учнівського самоврядування. Її діяльність має демократичний характер і спрямовується на формування позитивного соціального досвіду, основ моральності й духовності. Учнівське самоврядування з одного боку, виконує функції внутрішньої самоорганізації учнів гімназії, а з іншого — має вигляд моделі майбутньої поведінки громадян України в умовах відкритого суспільства.
Основним у побудові структури учнівського самоврядування в гімназії є проведення основних ознак реального суспільного буття з метою створення середовища, яке навчає й виховує існувати в умовах громадянського суспільства. Структура має три основні блоки, пов'язані між собою функціонально так, щоб моделювати взаємодію основних суб'єктів суспільно-політичної спільноти.
Перший блок передбачає учнівський Кабінет Міністрів, який очолює прем'єр-міністр. До його складу входить 11 комітетів, сформованих за функціональним принципом: міністерство освіти, науки, дисципліни й порядку, культури, зв'язків з громадськістю та друком, закордонних справ, екології, праці, здоров'я, сорту, фінансів. Керівництво учнівською Президентською республікою здійснює Президент.
Другий блок уособлює власне громадянське суспільство. Сюди входять класні колективи.
Третій блок виконує медіа-функцію. Прес-центр, який його представляє, є незалежним «дзеркалом» всього, що відбувається в гімназії, відбиває всі можливі погляди й думки. Він здійснює прямий та зворотний зв'язок між «владним» блоком та блоком громадянського суспільства.
Основним демократичним механізмом у системі самоврядування виступають вибори Президента. Їх проводять в умовах, наближених до реальних виборчих технологій і наявних основних етапів виборчого процесу, забезпеченої організації та матеріально-технічної бази (списків виборців, бюлетенів встановленого зразка, урн для голосування). Організацію проведення виборів, підрахунок голосів, оприлюднення протоколів про результати виборів здійснює Виборча комісія гімназії. Дуже важливим є дотримання загальнодемократичних принципів виборчого процесу: вибори є вільними й відбуваються на основі загального, рівного й прямого права шляхом таємного голосування з гарантією вільного волевиявлення виборця.
Уже кілька проведених виборів дають учням змогу зрозуміти, що демократія — це не лише свобода, а й відповідальність як тих, кого обирають, так і тих, хто обирає. Самоврядування тісно пов'язане зі спілкуванням і співпрацею з педагогічною радою, батьківським комітетом.